# Musaik – Grenzenlos musizieren

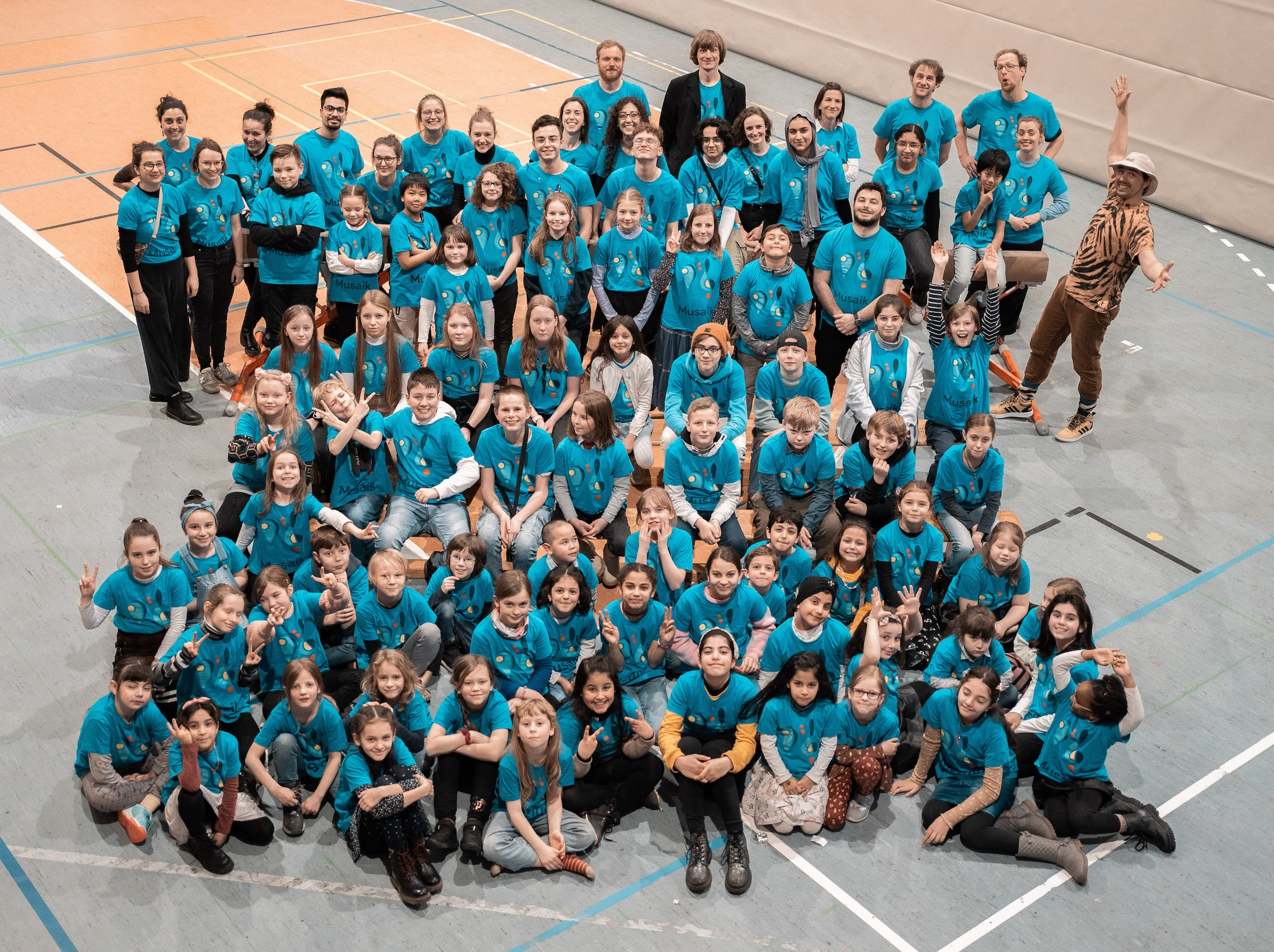
Musaik-Orchester

Musaik – Grenzenlos musizieren ist ein soziales Musikprojekt im Stadtteil Prohlis in Dresden. Träger ist der 2017 gegründete Musaik – Grenzenlos musizieren e. V., der musikalisches und gesellschaftliches Miteinander fördert und Instrumentalunterricht mit Kulturvermittlung, Stadtteil- und Sozialarbeit verbindet.
Bei Musaik erhalten Schüler zwischen sechs und sechzehn Jahren bis zu dreimal wöchentlich kostenfreien, niedrigschwelligen Instrumentalunterricht im Orchesterverbund. Das Angebot ist wohnortnah, voraussetzungsfrei und unabhängig von Herkunft, Bildung und sozioökonomischem Status des Elternhauses. Es bedarf weder musikalischer Vorbildung noch eines eigenen Instruments, um teilzunehmen.
Die Lehrenden sind ausgebildete Instrumentalpädagogen, die von einem Sozialpädagogen sowie haupt- und ehrenamtlichen Mitarbeitern unterstützt werden.

## Methode
Die Lehrmethode von Musaik ist inspiriert von venezolanischen El Sistema. Dazu gehören Orchester- und Ensemblemusik-Aktivitäten als Mittel zur Entwicklung, Inklusion und Integration; ein offener Zugang für alle Kinder und Jugendlichen; die Förderung anregender Lernumgebungen, die es den Kindern ermöglichen, sich rasch zu herausragenden Leistungen zu entwickeln; Gewährleistung eines qualitativ hochwertigen Unterrichts, der intensiv und freudvoll ist, mit Peer Learning und regelmäßigen Aufführungen sowie eine regelmäßige, hochfrequente Programmarbeit mit drei Unterrichtssitzungen pro Woche.
Die Colourstringsmethode und die Relative Solmisation bilden die Grundlagen des Unterrichts. Von Beginn an wird ausschließlich gemeinsam in der Gruppe musiziert. Der Anfängerunterricht findet getrennt nach Bläsern und Streichern statt. Je nach individueller Entwicklung werden die Kinder später Teil des Tutti-Orchesters. Das gemeinsame Musizieren im sinfonischen Orchester ist musikalisches Ziel des Unterrichts. Von Anfang an spielen alle Kinder bei den Konzerten mit, egal ob sie erst zwei Monate oder bereits zwei Jahre bei Musaik dabei sind. Lehrende und ehrenamtliche Instrumentalisten unterstützen die Auftritte ebenso wie Mitglieder der Sächsische Staatskapelle Dresden, der Dresdner Sinfoniker, der Dresdner Philharmonie, des Polizeiorchesters Sachsen, der Banda Communale, Schüler des Heinrich-Schütz-Konservatorium Dresden sowie der Hochschule für Musik Carl Maria von Weber.

## Sozialarbeit
Die Sozialarbeit im Rahmen des Projekts wird kontinuierlich erweitert – regelmäßiger Unterricht zur Förderung der sozialen Kompetenz ist ein wichtiger Bestandteil, ebenso wie Unterrichtsbegleitung und Konfliktlösung unter den Teilnehmenden. Im Rahmen des „Sozialen Kompetenztrainings“ werden auf spielerische Art und Weise verbale und nonverbale Kommunikationsfähigkeiten, konstruktive Konfliktlösung und interkultureller Austausch gestärkt.
Zusätzlich wurde ein umfassendes Kinderschutzkonzept entwickelt und nach Schulung des Teams in die tägliche musikpädagogische Arbeit implementiert. Dies führte dazu, dass der Verein als freier Träger der Jugendhilfe nach § 75 Abs. 1 SGB VIII offiziell anerkannt wurde.

## Offizielles Partnerorchester
Im Jahr 2024 wurde die Sächsische Staatskapelle Dresden offizielles Partnerorchester von Musaik. Im Rahmen dieser Partnerschaft finden regelmäßig Meisterkurse der Orchestermusiker sowie ein jährliches Kooperationsprojekt statt, bei dem die Musiker während eines Konzerts Seite an Seite mit den Musaik-Kindern auftreten. Im Rahmen der Partnerschaft haben die Kinder auch die Möglichkeit, Aufführungen vom Education-Programm des Orchesters „Kapelle für Kids“ zu sehen.

## Geschichte
Musaik wurde 2017 von den Instrumentalpädagoginnen Luise Börner und Deborah Oehler gegründet. Im selben Jahr waren sie aus Peru zurückgekehrt, wo sie nach ihrem künstlerisch-pädagogischen Studium an der Hochschule für Musik Carl Maria von Weber Dresden den Aufbau des sozialen Musikprojekts Arpegio begleiteten.
Bald darauf initiierten sie Musaik und begannen, zunächst mit wenigen Kindern und anfangs in einem leerstehenden Eiscafé in einem Einkaufszentrum in Dresden-Prohlis außerschulisch Musikunterricht zu geben.
Deborah Oehler gewann 2018 mit Musaik den 1. Preis des Hochschulwettbewerbs Musikpädagogik.
2019 entwickelte der Komponist und Pianist Andreas Gundlach zusammen mit Mitgliedern des Musaik-Orchesters ein zeitgenössisches Stück, das am 14. Juni 2019 im Festspielhaus Hellerau in Dresden von den Dresdner Sinfonikern zusammen mit den Kindern uraufgeführt wurde.
2022 spendete die Sächsische Staatskapelle Dresden das Preisgeld in Höhe von 50.000 Euro des ihr verliehenen Herbert-von-Karajan-Preises an das Projekt.
2024 lernen kontinuierlich etwa 100 Kinder aus 17 Herkunftsländern Streich- und Blasinstrumente und bringen ihre Entwicklung in mehreren großen Projektpräsentationen im Jahr als Orchester zu Gehör – ergänzt durch kleinere Aufführungen in Teilgruppen.

## Preise und Auszeichnungen
- 2018: 1. Preis des Hochschulwettbewerbs Musikpädagogik verliehen vom Bundesverband Musikunterricht[12]
- 2020: Kunstpreis der Landeshauptstadt Dresden, Förderpreis[13]
- 2020: Dresden-Preis für Frieden und Völkerverständigung an der Semperoper, Sonderpreis[14]
- 2021: Verein des Jahres der Ostsächsischen Sparkasse Dresden in der Kategorie Kultur (2. Platz)[15][16]
- 2023: Sächsischer Preis für Kulturelle Bildung »Kultur.LEBT.Demokratie« 2023, Würdigung[17]
- 2023: Ferry Porsche Challenge, 2. Platz[18]
- 2025: Bundesverdienstkreuz für Luise Börner und Deborah Oehler, die beiden Gründerinnen von Musaik.[19]